# 카스틸리오네델라고
카스틸리오네델라고(이탈리아어: Castiglione del Lago)는 이탈리아 움브리아주 페루자도에 있는 코무네다. 오르비에토에서 남쪽으로 59km, 키우시에서 남서쪽 21km, 아레초에서 북서쪽 56km, 코르토나에서 북쪽 21km, 페루자에서 남동쪽 47km 거리에 있다.

## 지리

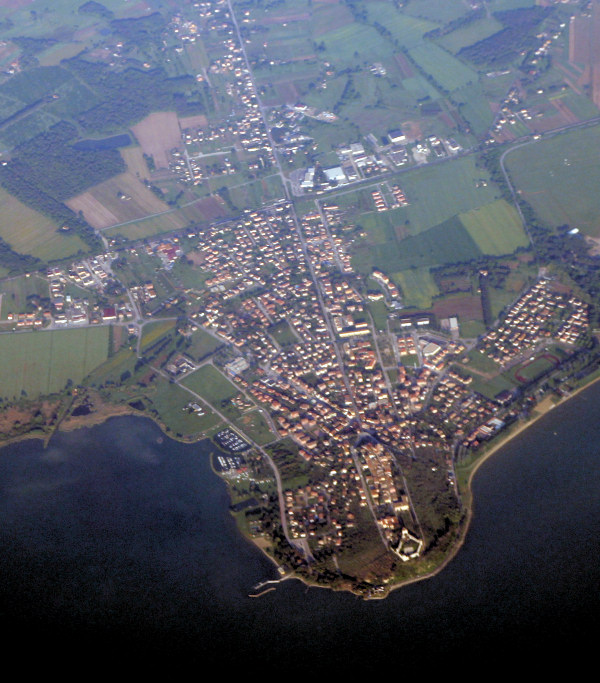
상공에서의 모습

카스틸리오네델라고는 트라시메노호에 있는 4개의 섬으로서 발전해왔다. 여러 세기가 흘러, 도시가 성장하고 섬들과 해안가의 사이가 광장들과 건물, 성당과 그 이외의 건물들로 채워지게 되었다.

## 역사
카스틸리오네는 남쪽으로는 오르비에토, 서쪽으로는 키우시, 북쪽에는 아레초 사이에 있는 한때 중요했던 교통의 요지였다. 이 위치에 대한 소유권을 두고 에트루리아인들과 로마인들 사이에 분쟁이 일어났었고, 시간이 흘러서는 토스카나인들과 페루자인들 사이의 분쟁으로 번졌다. 이 필연적인 오랜 순환은 마을에 죽음과 파괴를 가져왔다. 원래있던 요새가 파괴되고 많은 시기에 걸쳐 재건되었다.
오직 신성 로마 제국 황제 프리드리히 2세가 이 곳을 지배하던 때(13세기 초)에 안정적인 시기였다.
나중에 이 도시는 교황령안에 있는 페루자의 지배에 떨어졌고, 강력한 발리오니(Baglioni) 가문의 영지가 되었다. 1550년, 교황 율리오 3세는 자신의 여동생에게 이곳을 수여하였다. 1563년, 그녀의 아들인 아스카니오 델라 코르냐(Ascanio della Corgna)는 카스틸리오네와 키우시의 후작이 되었다. 영지는 번창하였지만, 공작은 1617년에 단명하였다. 이곳의 최후의 공작인 풀비오 알레산드로(Fulvio Alessandro)가 후계자 없이 사망(1617-1647)하면서, 카스틸리오네는 교황청에 다시 흡수되었다.

## 축제
매 2년마다, 카스틸리오네델라고에서는 콜로리아모 이 치엘리(Coloriamo i Cieli)라는 축제가 열린다. 이 축제는 "알록달록한 하늘"이라는 뜻으로, 4월 말에서 5월 사이에 고정된 날짜가 아닌 시기에 열린다. 2005년 이후부터 축제는 매년 열리게 되었다.

## 자매 도시
- 체코 코프르지브니체

## 같이 보기
- 트라시메노호